# Antoni Zwoliński
Antoni Zwoliński (ur. 20 marca 1894 w Latowiczu) – podpułkownik piechoty Wojska Polskiego, kawaler Orderu Virtuti Militari.

## Życiorys
Urodził się 20 marca 1894 w Latowiczu, w ówczesnym powiecie nowomińskim guberni warszawskiej. Do Wojska Polskiego został przyjęty z byłych Korpusów Wschodnich i byłej armii rosyjskiej. Służył w 31 pułku piechoty. 2 grudnia 1930 został mianowany majorem ze starszeństwem z 1 stycznia 1931 i 30. lokatą w korpusie oficerów piechoty. W marcu 1931 został wyznaczony na stanowisko dowódcy batalionu w 31 pp. W sierpniu 1935 został przesunięty na stanowisko kwatermistrza, a w 1938 na stanowisko dowódcy II batalionu. Na jego czele walczył w kampanii wrześniowej 1939, a po rozbiciu 10 Dywizji Piechoty dowodził zbiorczym batalionem 28 i 31 pp na terenie Lubelszczyzny.

## Ordery i odznaczenia
- Krzyż Srebrny Orderu Wojskowego Virtuti Militari – 13 września 1939 „za wykazane męstwo i zasługi w dowodzeniu” przez dowódcę Armii „Warszawa” gen. dyw. Juliusza Rómmla[7]
- Krzyż Oficerski Orderu Odrodzenia Polski – 13 września 1946 „za bohaterskie czyny i dzielne zachowanie się w walce z niemieckim najeźdźcą, oraz za gorliwe wypełnianie obowiązków służbowych”[8]
- Krzyż Walecznych[9]
- Medal Niepodległości – 9 listopada 1932 „za pracę w dziele odzyskania niepodległości”[10][1][11]
- Srebrny Krzyż Zasługi[9]